# Яготинський район
Яготи́нський райо́н — колишній район України на сході Київської області на лівобережжі. Адміністративний центр — місто Яготин. Населення становить 33 927 осіб (на 1 жовтня 2013). Площа району 793,25 км². Утворено 7 березня 1923 року у складі Прилуцької округи Полтавської губернії. 6 січня 1954 року переданий до складу Київської області. При ліквідації у 2020 році вся територія відійшла до складу Бориспільського району.

## Географія
Розташований у фізико-географічній зоні Центрального Лісостепу. Його площа 793,3 км², що становить 2,8 відсотка території області. Відстань до Києва — 115 км. На території району протікають 9 річок: річка Супій (37 км), р. Ржавець (23 км), р. Лозова (15 км), р. Гнила Оржиця (14.6 км), р. Чумгак (13.5 км), р. Жоравка (10 км), р. Будячивщина (9 км), р. Малий Супій (8 км), р. Бутовщина (4.5 км).

## Транспорт
Територією району проходить автошлях E40М03.

## Історія Яготинщини
Найдревніший період в історії Яготинщини сягає пізньої кам'яної доби палеоліту. Ще 10-12 тисяч років тому на території району проживали первісні люди-кроманьйонці (у районі діє музей археології «Добраничівська стоянка»). Є також відомості про перебування тут людини в епоху міді-бронзи та Київської Русі. Скажімо, найдревнішою згадкою про річку Супій, головну водну артерію району, є «Повчання Володимира Мономаха синам своїм», яке датується 1085 роком. Береги Супою поблизу Яготина були заселені ще до 1240 року, тобто нашестя монголо-татар.
Після поразки військ ординського темника Мамая, останній разом зі своїм військом, у складі якого було чимало християн, відступив на землі сучасної України, які тоді знаходилися у складі Литви. Нащадки Мамая, охрестившись і отримавши титул князів Глинських, разом зі своїми родичами — князями Острозькими, Дашкевичами, Вишневецькими, Ружинськими, Косинськими та ін. стали володіти обширними землями, які приблизно відповідають сучасним Київській, Черкаській, Чернігівській і Полтавській областям. Саме в цей час починається масове будівництво укріплених дерев'яних фортець-січей (городків) у цьому регіоні, а також починає різко зростати кількість сіл і хуторів. Саме в цей час серед місцевого населення зростає популярність козацької самоідентифікації, тобто пов'язування себе з козацтвом — спільнотою вільних людей Степу. Таким чином на початку XVII ст. Яготин і навколишні землі (майбутні землі Яготинської сотні) є частиною козацького краю і входить до складу Вишневеччини — вотчини родичів Мамая, роду князів Вишневецьких, одним з представників якого був Ярема Вишневецький.
Перша письмова згадка про Яготин відноситься тільки до 1552 року, а перша інформація про власників Яготина — до початку 17 століття. У 1637 році в універсалі Якова Острянина згадується Яготинський повіт. Це означає, що Яготин був на той час адміністративним центром. Місто також було центром козацької сотні (1723 року), козаки якої брали активну участь у визвольній війні 1648–1657 років.
Одним з перших поміщиків Яготина був Василь Танський — онук Семена Палія, у якого в 1757 році купив землі Кирило Розумовський. У деяких джерелах є свідчення, що Яготин Розумовському подарувала імператриця Єлизавета.
Після скасування гетьманства К. Г. Розумовський переїхав до Яготина, де в 1765 року спорудив греблю, за допомогою якої утворилося озеро Супій. В 1800 році Розумовський спорудив у Яготині унікальну Троїцьку церкву, зруйновану в 1936 році. Нині церква включена до числа пам'яток історії і культури України. У 2005 році була розпочата її відбудова, 2016 завершена.
Після смерті Гетьмана Яготин в числі інших земельних володінь дістався його сину Олексію Розумовському — відомому дипломату, міністру народної освіти Росії. Він заклав тут грандіозний парк, розташований вздовж берегів мальовничого озера Супій і займав площу 150 гектарів. В парку знаходився двоповерховий цегляний палац, який був створений в останній третині 18 століття. Будівництво палацу було розпочате при К. Г. Розумовському, а завершене за часів Олексія Розумовського. В плані палац являв подовжений прямокутник з виступами в бік озера Супій у вигляді центральної напівротонди і резалітів в крилах. Палац майже повністю зруйнований у 1917 р.. До даного часу зберігся лише лівий резаліт будівлі. Після ремонту в 1984 році в ньому відкрито картинну галерею.
На Яготинщині, як і в інших районах України, насильницькими методами здійснювалась колективізація та під впливом розкуркулення руками сільських активістів проводилось масове знищення заможних селянських господарств. Насильницькі методи з вилучення продовольства застосовувалися не лише до заможних селян, «куркулів», але також до колгоспників, що, очевидно, прирікало їх на вірну смерть. Голодні люди змушені були споживати в їжу макуху, рогозу, кропиву, спориш, лободу, кукурудзяні стебла та ін. У багатьох селах району було зафіксовані факт0и людожерства. Архіви, пов'язані з Голодомором, у районі відсутні. Події трагедії Голодомору 1932—1933 років частково висвітлювались на сторінках районної газети. За свідченнями очевидців Голодомору 1932—1933 років вдалося встановити імена 7509 померлих від голоду. У середині 2000-их років у Яготинському районі проживало 6485 постраждалих від Голодомору 1932—1933 рр. В селах району встановлено 18 пам'ятних знаків жертвам Голодомору 1932—1933 рр.
Яготинщина у різні часи входить до складу таких адміністративних одиниць:
- Яготинська сотня Переяславського полку (1649—1782)
- Яготинська волость Пирятинського повіту Полтавської губернії(1802 — 1923)
- Яготинський район Прилуцького округу Полтавської губернії(07.03.1923—13.06.1930)
- Яготинський район Лубенського округу (14.06.1930—15.09.1930)
- Яготинський район (16.09.1930 — 9 лютого 1932)
- Яготинський район Київської області (9 лютого — 15 жовтня 1932)
- Яготинський район Харківської області (15 жовтня 1932 — 22 вересня 1937)
- Яготинський район Полтавської області (22 вересня 1937 — вересень 1941)
- Яготинський район Пирятинського гебіту (жовтень 1941 — листопад 1943)
- Яготинський район Полтавської області (листопад 1943 — 6 січня 1954)
- Яготинський район Київської області (з 6 січня 1954 і до 2020).

У 1934 р. постановою президії ВУЦВКу від 5 березня 1934 р. частина Яготинського району Харківської області передана до Малодівицького району Чернігівської області. 
05.02.1965 Указом Президії Верховної Ради Української РСР передано Усівську сільраду Яготинського району до складу Баришівського району.

## Адміністративний устрій
Адміністративно-територіально район поділяється на 1 міську раду та 18 сільських рад, які об'єднують 42 населені пункти і підпорядковані Яготинській районній раді. Адміністративний центр — місто Яготин.

## Екскурсійні об'єкти
- Музей археологічний «Добраничівська стоянка» (с. Добраничівка)
- Музей краєзнавчий ім. Двічі Героя Радянського Союзу А. Г. Кравченка (c.Сулимівка)
- Музей-садиба народної художниці України К. Білокур (с. Богданівка)
- Свято-Миколаївський храм (с. Лозовий Яр)
- Свято-Стрітенський храм (c.Сулимівка)
- Свято-Успенський жіночий монастир (с. Райківщина)

## Видатні люди
1820 року, О. К. Розумовський подарував Яготинський маєток дочці Варварі, яка вийшла заміж за князя М. Г. Рєпніна-Волконського. Завдяки князю Яготин відвідували О. В. Капніст В. П. Лукашевич, Є. Г. Гребінка, В. Штернберг, Т. Г. Шевченко, М. В. Гоголь, М. А. Маркевич та багато інших відомих людей.
Особливе значення має перебування в Яготині Т. Г. Шевченка. Вперше він приїхав сюди в 1843 р. для малювання двох копій з портрету М. Г. Рєпніна. Тут він намалював автопортрет, написав поему «Тризна», яку присвятив доньці М. Г. Рєпніна Варварі. Шевченко був у Яготині і в 1844, 1845 та 1859 роках. До Яготинської доби відносяться його «Археологические записи …», малюнок сепією «Шевченко малює селянський двір», та повість «Близнецы».
А на території однієї з місцевих шкіл в 1972 році з ініціативи і стараннями О. С. Непорожнього, фундатора музейної справи на Яготинщині, було встановлено пам'ятник молодому Т.Шевченку (скульптор І.Гончар, архітектор Я.Ковбаса). Саме таким 29-річним бачив його Яготин в 1843 р. під час першого приїзду до міста.
Біля Картинної галереї встановлена скульптура М. В. Гоголю (скульптор О.Ковальов).
На Яготинщині народились письменники І. Кирій, В. Большак, Д. Гордієнко, літературознавець С.Козуб.
На Яготинщині народилася і творила видатна народна художниця України К. В. Білокур (1900—1961), ім'я якої відоме далеко за межами України. Нині в Богданівці, на батьківщині митця, діє Музей-садиба, а картини художниці експонуються у Яготинській картинній галереї.
Відважно воювали яготинці проти загарбників на фронтах і в партизанських загонах. Яготинщина славиться двома Двічі Героями Радянського Союзу: А. Г. Кравченком (с. Сулимівка), майором М. З. Бондаренком (с. Богданівка), Героями Радянського Союзу: В. І. Кравченком та І. В. Борщиком (с. Годунівка), А. І. Гиричем (м. Яготин), І. І. Бранцем (с. Райківщина), В. Ф. Кайдашем, Г. Є. Литвиненком, О. П. Матіковим. Прославили наш край і повні кавалери орденів Слави: Дубошій М. Н., Ходус В. І., Гелевера Є. Д., Козлов, підпільники з с. Фарбоване на чолі з директором школи М. І. Яценком, партизанка Феня Мотильова (вчителька), партизани загону «Перемога або смерть» на чолі з Осєчкіним С. Я.).
- Василь Ганський — один з перших поміщиків Яготина, онук Семена Палія.
- Кирило Розумовський — власник Яготина з 1757 року, останній гетьман України.
- Олексій Розумовський — наступний власник Яготина, син Кирила Розумовського, відомий дипломат, міністр народної освіти Росії.
- Варвара Олексіївна Рєпніна (Розумовська) — дочка Олексія Кириловича Розумовського, спадкоємниця Яготинського маєтку.
- Микола Григорович Рєпнін-Волконський — чоловік Варвари Рєпніної.
- Тарас Григорович Шевченко — неодноразово проживав у Яготині.
- Микола Гоголь — теж відвідував Рєпніних в Яготині.
- Петро Степанович Непорожній (1910—1999) — український енергетик, міністр енергетики СРСР з 1962 по 1985 роки, видний учений, член-кореспондент АН СРСР і РАН
- Олександр Степанович Непорожній (1921—1998) — діяч культури міста Яготин
- Кирій Іван Іванович — письменник.
- В. Большак — письменник.
- Д. Гордієнко — письменник.
- С.Козуб — літературознавець.
- Катерина Білокур — відома художниця.
- А. Г. Кравченко — двічі Герой Радянського Союзу.
- М. З. Бондаренко — двічі Герой Радянського Союзу.
- І. В. Борщик (с. Годунівка) — Герой Радянського Союзу.
- А. І. Гирич (м. Яготин) — Герой Радянського Союзу.
- І. І. Бранець (с. Райківщина) — Герой Радянського Союзу.
- Кайдаш Володимир Федорович — Герой Радянського Союзу.
- Г. Є. Литвиненко — Герой Радянського Союзу.
- Матіков Олександр Пантелійович— Герой Радянського Союзу.
- Андрій Шевченко — відомий футболіст, народився в с. Двірківщина.
- Хмельницький Григорій Олександрович (нар. в с. Капустинці) — академік Української академії аграрних наук, доктор ветеринарних наук, професор Національного університету біоресурсів та природокористування України.

## Культура
«Катеринина пісня» — всеукраїнський сільський фестиваль народної творчості, присвячений пам'яті Катерини Білокур, проводиться в селі Богданівка з 2012 року щорічно 9 червня, або в найближчі вихідні дні.